# Симакурб
Симаку́рб (фр. Simacourbe) — коммуна во Франции, находится в регионе Аквитания. Департамент — Атлантические Пиренеи. Входит в состав кантона Тер-де-Люи и Кото-дю-Вик-Бий. Округ коммуны — По.
Код INSEE коммуны — 64524.

## География
Коммуна расположена приблизительно в 640 км к югу от Парижа, в 160 км южнее Бордо, в 23 км к северо-востоку от По.
На востоке коммуны протекает река Леес.

### Климат
Климат тёплый океанический. Зима мягкая, средняя температура января — от +5°С до +13°С, температуры ниже −10 °C бывают редко. Снег выпадает около 15 дней в году с ноября по апрель. Максимальная температура летом порядка 20-30 °C, выше 35 °C бывает очень редко. Количество осадков высокое, порядка 1100 мм в год. Характерна безветренная погода, сильные ветры очень редки.

## Население
Население коммуны на 2010 год составляло 347 человек.
| 1962 | 1968 | 1975 | 1982 | 1990 | 1999 | 2010 |
| ---- | ---- | ---- | ---- | ---- | ---- | ---- |
| 244  | 260  | 225  | 234  | 303  | 340  | 347  |

## Администрация
| Период | Период | Фамилия      | Партия                  | Примечания                   |
| ------ | ------ | ------------ | ----------------------- | ---------------------------- |
| 1995   | 2020   | Мишель Шантр | Социалистическая партия | генеральный советник кантона |

## Экономика
В 2010 году среди 228 человек трудоспособного возраста (15-64 лет) 169 были экономически активными, 59 — неактивными (показатель активности — 74,1 %, в 1999 году было 72,1 %). Из 169 активных жителей работали 157 человек (88 мужчин и 69 женщин), безработных было 12 (7 мужчин и 5 женщин). Среди 59 неактивных 20 человек были учениками или студентами, 21 — пенсионерами, 18 были неактивными по другим причинам.

## Достопримечательности
- Церковь Св. Петра (XI век). Исторический памятник с 1925 года[4]
- Часовня Св. Мартина (XII век)[5]